# Tadeusz Żyborski

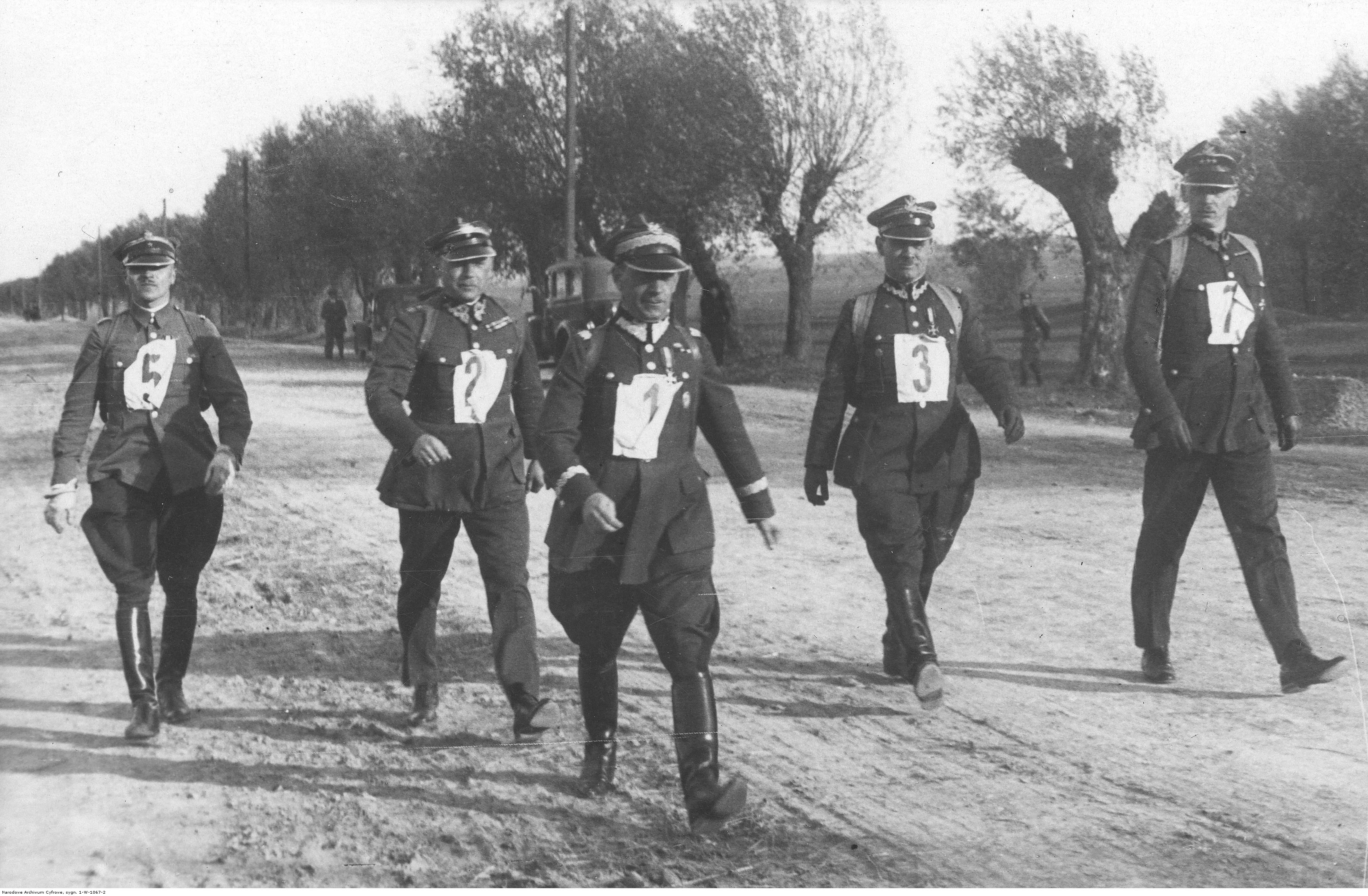
Marsz o odznakę sprawnościową w DOK X Przemyśl. Widoczni są mjr Przemysław Nakoniecznikoff-Klukowski (nr 5), mjr Tadeusz Żyborski (nr 2), gen. Stanisław Tessaro (nr 1), mjr Stawarz (nr 3), kpt. Żwinklewicz (nr 7), 1931 rok, ze zbiorów NAC

Tadeusz Żyborski (ur. 24 lipca 1894 w Rudkach, zm. 2 marca 1978 w Opolu) – podpułkownik dyplomowany artylerii Wojska Polskiego.

## Życiorys
Tadeusz Żyborski urodził się 24 lipca 1894 roku w Rudkach. W latach 1922–1924 był słuchaczem III Kursu Normalnego Wyższej Szkoły Wojennej w Warszawie. Z dniem 1 października 1924 roku, po ukończeniu kursu i otrzymaniu dyplomu naukowego oficera Sztabu Generalnego, został przydzielony do Oddziału II Sztabu Generalnego. 1 grudnia 1924 roku został awansowany na majora ze starszeństwem z dniem 15 sierpnia 1924 roku i 93. lokatą w korpusie oficerów artylerii. 31 października 1927 roku został przeniesiony z 3 pułku artylerii ciężkiej w Wilnie do kadry oficerów artylerii z równoczesnym przydziałem do dowództwa 9 Dywizji Piechoty w Siedlcach na stanowisko szefa sztabu. 23 grudnia 1929 roku otrzymał przeniesienie do Dowództwa Okręgu Korpusu Nr X w Przemyślu na stanowisko szefa Oddziału Organizacyjnego. 23 października 1931 roku otrzymał przeniesienie z DOK X do 22 pułku artylerii lekkiej w Przemyślu na stanowisko dowódcy dywizjonu. W 1934 roku został przeniesiony do Sztabu Głównego na stanowisko delegata Sztabu Głównego przy Dyrekcji Okręgowej Kolei Państwowych w Radomiu. Na podpułkownika awansował ze starszeństwem z dniem 1 stycznia 1936 roku i 6. lokatą w korpusie oficerów artylerii. 28 czerwca 1938 roku objął dowództwo 14 dywizjonu artylerii konnej w Białymstoku. Na czele tego dywizjonu walczył w kampanii wrześniowej, a w jej trakcie wziął udział w bitwie pod Kockiem. W latach 1939–1945 przebywał w niemieckiej niewoli, w Oflagu VII A Murnau.
Po II wojnie światowej mieszkał w Opolu przy ulicy Armii Ludowej 20. W 1921 roku zawarł związek małżeński z Heleną z Witkiewiczów, z którą miał dwie córki: Barbarę i Annę.

## Ordery i odznaczenia
- Krzyż Kawalerski Orderu Odrodzenia Polski[10]
- Krzyż Walecznych[10][11]
- Złoty Krzyż Zasługi (16 marca 1934)[12]
- Odznaka 1000-lecia Państwa Polskiego[10]
- Państwowa Odznaka Sportowa (1931)[13]
- Odznaka „Zasłużony dla Miasta Opola”[10]
- Order św. Sawy IV klasy (Królestwo Serbów, Chorwatów i Słoweńców)[11]
- Order Lwa Białego (Czechosłowacja)[11]
- Order Orła Białego (Królestwo Serbów, Chorwatów i Słoweńców)[10]
- Order Kambodży V klasy (Francja)[11]